# Regis-Breitingen
Regis-Breitingen è una città di 4.180 abitanti della Sassonia, in Germania.
Appartiene al circondario (Landkreis) di Lipsia (targa L) ed è parte della comunità amministrativa (Verwaltungsgemeinschaft) di Regis-Breitingen.